# Giorgio Ausiello
Giorgio Ausiello (né en 1941)  est un informaticien italien. Il a joué un rôle important dans le développement de l’informatique en Italie.

## Carrière
Giorgio Ausiello est un informaticien italien. Il est en 1966 docteur en physique sous la direction de Corrado Böhm avec une thèse intitulée  « Linguaggi di programmazione basati sul lambda calcolo per calcolatori ibridi ». De 1966 à 1980, il est chercheur au Conseil national de la recherche italien (CNR). En 1980, il devient professeur de compilateurs et de systèmes d'exploitation à l'université de Rome « La Sapienza » et, depuis 1990, professeur d'informatique théorique au département d'informatique, de contrôle et de gestion, où il dirigeait le groupe de recherche sur ingénierie algorithmique. Au sein de l'université, Giorgio Ausiello a présidé le département d'enseignement d'ingénieur en informatique, a été directeur de la Graduate school, puis membre du sénat académique (en) et enfin président du comité de recherche de l'université Sapienza. En 2012, il a été nommé professeur émérite de l'université sapienza.

## Thèmes de recherche
Ausiello a abordé divers domaines de recherche allant de la théorie de la programmation à l'algorithmique et à la complexité informatique. Ses contributions scientifiques majeures concernent la théorie des bases de données, les algorithmes d'approximation des problèmes d'optimisation NP-difficiles, les algorithmes dynamiques et en ligne, les algorithmes de graphes et  des hypergraphes orientés. Nombre de ses travaux de recherche ont été menés en coopération avec certains des principaux groupes universitaires européens dans le cadre de projets de recherche de l'Union européenne.

## Contributions à l'informatique
Ausiello a participé à plusieurs programmes  de développement de l'informatique théorique en Italie et en Europe. En 1972, il a été parmi les fondateurs de l'European Association for Theoretical Computer Science (EATCS) dont il a été le président de 2006 à 2009. En 1997, avec Jozef Gruska, il a participé à la création du Comité technique de l'IFIP Foundations of Computer Science (IFIP-TC1) dont il a été le premier président. Au niveau international, il a été représentant national italien au sein du Conseil des programmes de recherche IST de l'Union Européenne (1988-1994 et 2006-2009) et membre du Conseil d'administration de l'International Computer Science Institute (en) de Berkeley (1997-2001). En Italie, il a été consultant pour certaines des principales institutions de recherche dans le domaine. De 1979 à 1994, il a été impliqué dans les grands efforts nationaux de recherche en informatique en tant que membre du conseil scientifique des projets CNR Informatique, Robotique et Systèmes d'information et informatique parallèle.
Du point de vue éditorial, Ausiello a été, de 2001 à 2015, rédacteur en chef de la série A  (Algorithmes, Automates, Complexité et Jeux) du journal Theoretical Computer Science. Il est corédacteur en chef de la série Advanced Research in Computing and in Software Science (ARCoSS), une sous-série des LNCS chez Springer, membre du conseil consultatif de la série des  Monographies de l'EATCS, membre du comité de rédaction de la revue International Journal of Foundations of Computer Science et de Computer Science Review.

## Honneurs
En 2014, il a été nommé Fellow de l'EATCS. Il a été élu membre de l'Academia Europaea en 1996. En 2004, il est fait docteur honoris causa de l'université Paris-Dauphine. 

## Livres
- Giorgio Ausiello, P. Crescenzi, G. Gambosi, V. Kann, A. Marchetti-Spaccamela et M. Protasi, Complexity and approximation : combinatorial optimization problems and their approximability properties, Berlin/Heidelberg/Paris etc., Springer, 1999, xix+524 (ISBN 3-540-65431-3).
- Giorgio Ausiello, Complessità di calcolo delle funzioni, Boringhieri, 1974.
- Giorgio Ausiello, A. Marchetti-Spaccamela et M. Protasi, Teoria e progetto di algoritmi fondamentali, Franco Angeli, 1985.
- Giorgio Ausiello et R. Petreschi, The Power of Algorithms, Springer, 2013.
- Giorgio Ausiello, F. d'Amore, G. Gambosi et L. Laura, Linguaggi, Modelli, Complessità, Franco Angeli, 2014.